# Profound Mysteries
Albums de Röyksopp
The Inevitable End
(2014) Profound Mysteries II
Singles
1. (Nothing But) Ashes…
Sortie : 1er janvier 2022
2. The Ladder
Sortie : 13 janvier 2022
3. Impossible
Sortie : 2 février 2022
4. This Time, This Place…
Sortie : 22 février 2022
5. Breathe
Sortie : 23 mars 2022
6. If You Want Me
Sortie : 27 avril 2022

Profound Mysteries est le sixième album studio du groupe Norvégien Röyksopp, sorti le 29 Avril 2022. Il est le premier d'une série de trois albums intitulée "Profound Mysteries", dont chaque musique est accompagnée d'un mini-film (dirigée chacune par un directeur différent) et d'une animation visuelle (par l'artiste Jonathan Zawada).

## Liste des pistes
| 1.    | (Nothing But) Ashes…    |                  | 1:52 |
| 2.    | The Ladder              |                  | 5:53 |
| 3.    | Impossible              | Alison Goldfrapp | 6:27 |
| 4.    | This Time, This Place…  | Beki Mari        | 7:44 |
| 5.    | How the Flowers Grow    | Pixx             | 5:43 |
| 6.    | If You Want Me          | Susanne Sundfør  | 5:39 |
| 7.    | There, Beyond the Trees |                  | 6:22 |
| 8.    | Breathe                 | Astrid S         | 4:36 |
| 9.    | The Mourning Sun        | Susanne Sundfør  | 6:09 |
| 10.   | Press «R»               |                  | 0:52 |
| 51:02 |                         |                  |      |

## Classements et certifications

### Classements hebdomadaires
| Classement (2022)             | Meilleure position |
| ----------------------------- | ------------------ |
| Belgique (Flandre Ultratop)   | 69                 |
| Belgique (Wallonie Ultratop)  | 169                |
| Norvège (VG-lista)            | 6                  |
| Écosse (OCC)                  | 25                 |
| Suisse (Schweizer Hitparade)  | 21                 |
| Royaume-Uni (UK Albums Chart) | 80                 |

## Distribution

### Röyksopp
- Svein Berge : claviers, synthétiseur, boîte à rythme, effets sonores
- Torbjørn Brundtland : claviers, synthétiseur, boîte à rythme, effets sonores

### Personnel additionnel
- À compléter ...